# Holger Hessel
Holger Martinus Hans Stenberg Hessel (8. maj 1865-1926) var en dansk kontorist, bogholder og atlet medlem af Handelsstandens Athletklub som 1896 satte dansk rekord i højdespring med 1,60.
Hessel var formand for Handelsstandens Gymnastikforening 1894-1902.